# 小钓鱼溪
小钓鱼溪是钓鱼溪在美国宾夕法尼亚州沙利文县，来可明县，和哥伦比亚县的支流。长约23.5英里（37.8千米） ，流经八个乡镇。其流域面积为68.1平方英里（176平方千米）。它有六条已命名支流，其中最大的是云杉支流和西支支流。
小钓鱼溪的流域中至少有两个主要的岩层：希芒岩层和汉密尔顿岩层。其流域大部分森林密布，包括格林伍德山谷的一部分，主要道路有宾夕法尼亚州的42号州道。在十六世纪60或70年代，第一批欧洲移民首先来到小钓鱼溪附近，其他移民则是在十六世纪90年代到达。历史上，许多锯木厂，毛纺厂和皮革厂沿溪而建。溪上还有许多廊桥，过去还有铁路经过。
小钓鱼溪其中一段具有非凡的价值，这条支流而被认为是甲类野生鳟鱼水域。但也有部分溪流因病原体受损。另一部分溪流则适合划独木舟。

## 流向

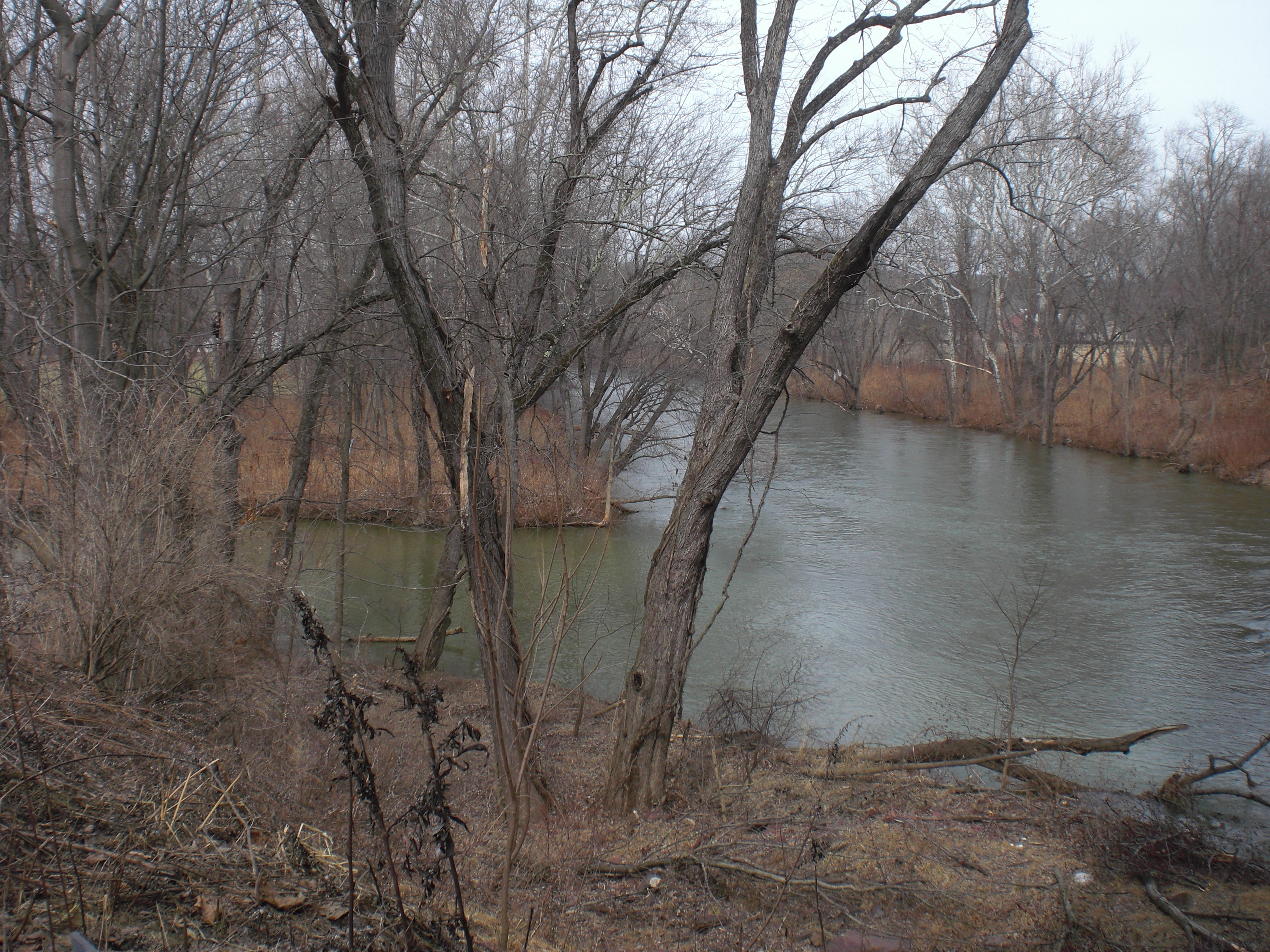
小钓鱼溪溪口河口（左）

小钓鱼溪源于沙利文县戴维森镇的哈克贝利山。它向南流动，在不到一英里处离开发源地进入来可明县的约旦镇。它继续往南流，随后转向东南，流经118号宾夕法尼亚州州道和239号宾夕法尼亚州州道。到了下游，它离开约旦镇和来可明县。
离开来可明县后，小钓鱼溪流入哥伦比亚县的杰克逊镇。它沿着镇子的西部边界向东南流，然后随边界转向西南方，经过哈克贝利山脉。离开杰克逊镇后，继续沿派因镇和格林伍德镇之间的边界前行。几英里后，河道平行于42号宾夕法尼亚州州道，与西支支流汇合。小溪随后经过密尔维尔西部边缘，其流向与公路大致平行，在密尔维尔下游穿过254号宾夕法尼亚州州道。顺流而下数英里，经过埃耶格罗夫时与云杉支流汇合，离开格林伍德镇。然后，小钓鱼溪顺着芒特普莱森特镇的西部边界，继续沿宾夕法尼亚州42号州道流动。一段距离后，穿过莫丹斯维尔，并在数英里后到达芒特普莱特镇的南部边界。小钓鱼溪在芒特普莱特镇和布鲁斯堡交界处汇入钓鱼溪。
小钓鱼溪在钓鱼溪上游3.86英里（6.21千米）处与主流交汇。

### 支流
除了一条支流外，其他在美国地质调查局水量计上游的小钓鱼溪支流全部流入右岸。小溪在派因镇沟壑中有许多小支流。小钓鱼溪的已命名支流包括云杉支流，西支支流，利克支流，狼屋支流，魔鬼洞支流以及小荆棘支流。云杉支流和西支支流是小钓鱼溪的最大支流，流域面积分别达9.80平方英里（25.4平方千米）和10.20平方英里（26.4平方千米）。

## 水文
小钓鱼溪共有2.4英里（3.9千米）水体受未知来源的病原体影响。
在密尔维尔，洪水的“预警水位”为7英尺（2.1米），危险水位为10英尺（3.0米）。在埃耶格罗夫，“预警水位”为5英尺（1.5米），危险水位为7英尺（2.1米）；其堤防地区的“预警水位”为7英尺（2.1米），危险水位为10英尺（3.0米）。小钓鱼溪流域年均降水量为35至45英寸（89至114厘米）。
在1941至1957年间，小钓鱼溪在埃耶格罗夫地区年均地下水补给量为6至23英寸（15至58厘米）。三月，四月和二月是平均补给量最大的月份，分别占年补给量的18.2％，13.7％和12.5％。八月补给量最少，占年补给量的1.6％。在源流与塔尔马路之间的水域碱度为每升11毫克。

## 地理与地质
小钓鱼溪溪口附近的海拔高度为479英尺（146米）， 源头海拔在1,620英尺（490米）和1,640英尺（500米）之间。它划分了哥伦比亚县五对乡镇的边界：杰克逊镇和派因镇，格林伍德镇和派因镇，格林伍德镇和麦迪森镇，芒特普莱森特镇和麦迪森镇，以及芒特普莱森特镇和海姆洛克镇。

小钓鱼溪附近发现的土系是米德尔伯里土系。这种土系遍布深层土壤、排水相对良好的土壤到排水不良的冲积土壤。它由提奥加土和冬青土组成。在美国地质调查局水量计上游流域的岩石为页岩或砂岩。汉密尔顿岩层的一小部分位于小溪附近。在海姆洛克镇可以看到希芒岩层的岩石露出地面，大约位于钓鱼溪上游1英里（1.6米）处。小溪附近有页岩和砂岩等岩层。部分流域还有许多浅滩和滤河器。
格林伍德谷位于小钓鱼溪和格林溪之间。此外，弥尔顿轴在派因镇穿过小钓鱼溪。一条被称为“分隔线”的陡峭山脊把小钓鱼溪流域和奇利斯夸克溪分开。1921年一本书中描述其地形为“崎岖不平”。其流域包括狭窄的山谷和环绕的陡峭高山。水道蜿蜒曲折。

## 流域
小钓鱼溪的流域面积为68.1平方英里（176平方千米） 。 根据美国地质调查局资料，其溪口位于布鲁斯堡，源头位于埃尔克格罗夫，流经彭顿、莱斯维尔和密尔维尔。
小钓鱼溪流域狭长。埃耶格罗夫的量水计上游的流域面积为56.5平方英里。大部分流域位于哥伦比亚县。西北部分流域主要分布在来可明县，最北的部分在沙利文县。该流域是萨斯奎哈纳河下游北支流流域的一部分。
小钓鱼溪上游大部分在森林中。其流域中还有农业用地，主要分布在西北部和南部以及流域南部的小面积开发用地。在埃耶格罗夫上游的分水岭地区，64.5%的土地是林地，34.7%是农田，0.7%的土地已被开发，剩下的0.2%用作其他用途。
宾夕法尼亚州42号州道大部分是沿小钓鱼溪建设的。但这条小溪流经密尔维尔和埃耶格罗夫之间时，离这条公路较远。小溪流域内的主要社区包括密尔维尔、艾奥拉、埃耶格罗夫和莫丹斯维尔。在其源头到塔尔马路之间，有6%的流域是在开放的公共土地上，44%在封闭的私人土地上，50%在开放的私人土地上。

## 历史、产业和词源

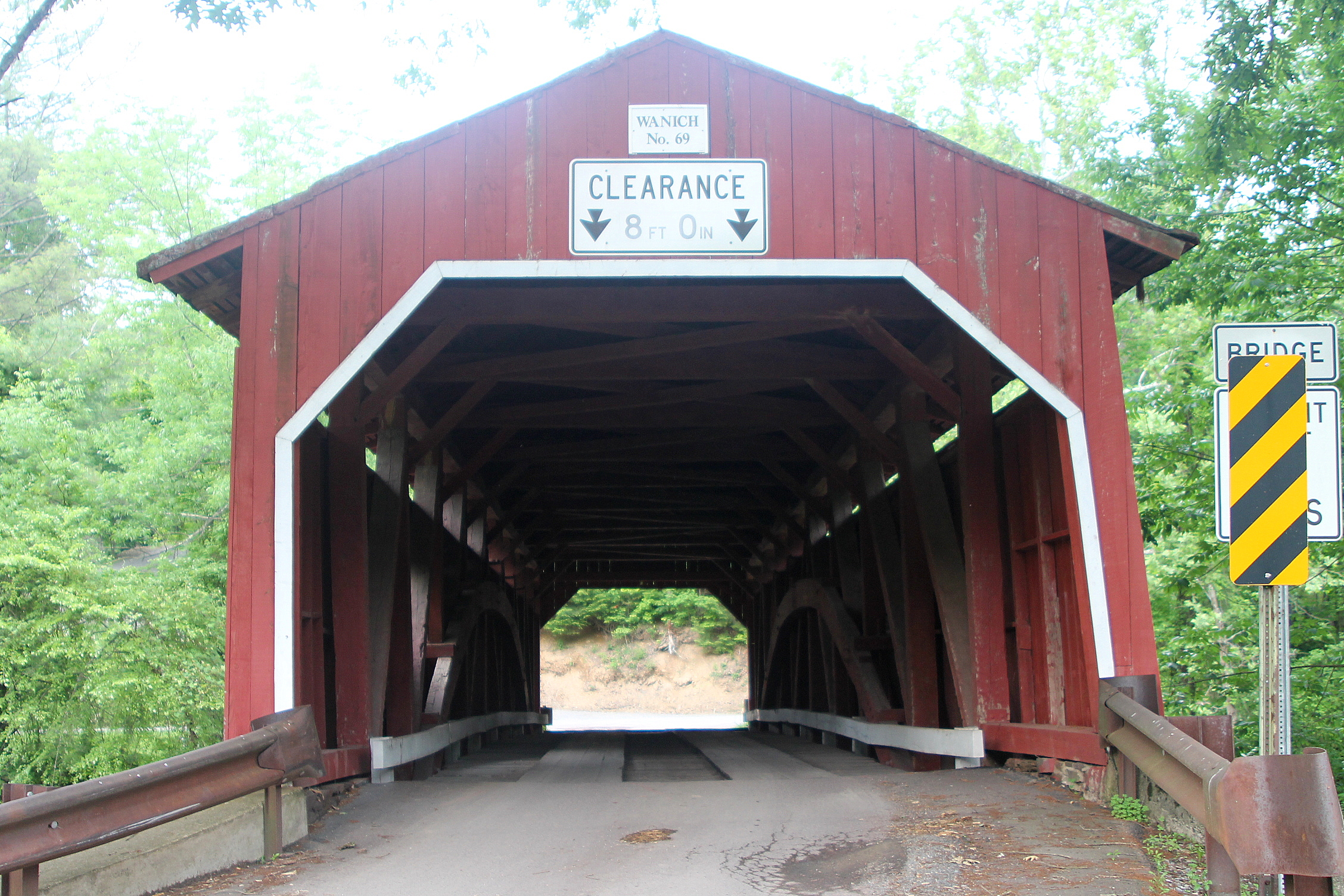
瓦尼奇天桥69号

小钓鱼溪于1979年8月2日录入地名信息系统，识别码为1179545。起名为小钓鱼溪是因为它比主流钓鱼溪小。小钓鱼溪也被称为铁杉溪。这个别名出现在1982年由宾夕法尼亚州运输部出版的哥伦比亚县地图上。
约翰·伊夫（John Eves）很可能在1774年之前，甚至早在1769年就定居在了小钓鱼溪山谷。1778年，摩西·范·坎彭（Moses Van Campen）带领一支侦察队从惠勒堡经由小钓鱼溪到达奇利斯夸克溪。在格林伍德山谷和泽西镇山谷有人居住之后，小钓鱼溪的源头就荒落下来，无人居住了。
几座廊桥桥横跨小渔溪。克里斯维尔廊桥 (以前被称为德尔桥)是一座皇后桁架桥，建于1881年的小钓鱼溪，造价301.25美元。它长44.5英尺(13.6米)，横跨密尔维尔和艾奥拉北部的溪段。犹大克里斯蒂95号廊桥也是皇后桁架桥，横跨杰克逊镇和派因镇之间的溪段。它长53英尺(16米)，建于1876年，耗资239美元。萨姆·埃克曼92号廊桥横跨派因镇和格林伍德镇之间的溪段，建于1876年，造价498美元。它长66英尺(20米)。瓦尼奇廊桥69号建于1844年，造价500美元，长98英尺(30米)。
小钓鱼溪上还建造了其他桥梁。1896年建造了一座钢桁架桥。254号宾夕法尼亚州州道上的桥建于1930年，宾夕法尼亚州42号州道上其中一座桥建于1939年，另一座桥也在同期建成。在20世纪40年代和50年代，修建了另外五座桥梁，包括1955年修建的通向宾夕法尼亚州42号州道的桥梁。20世纪60年代又建了几座桥。横跨小钓鱼溪最新的桥梁分别在1974年、1990年和2009年建成。
约翰·莫丹(John Mordan)在18世纪90年代定居在小钓鱼溪位于芒特普莱森特镇的溪段。他还在此处建造了第一家锯木厂。当许多其他定居者也安顿在莫丹工厂附近时，这个地区就成了著名的莫丹斯维尔。在小溪边的一座岛上，曾经有一座不知名的面粉厂。 卡塔维萨铁路过去就是沿着河谷修建的。
小钓鱼溪为附近社区（比如密尔维尔）提供水源。这条小河里曾开采过板岩，生产过石灰石。20世纪初，流域内建有毛纺厂和皮革厂，农业也有所发展。这条小溪也为几家小型面粉厂提供了电力。萨斯奎哈那，布鲁姆斯堡和柏威克铁路过去都经过该流域，沿着河口和密尔维尔之间的小钓鱼溪前行。

## 生物
小钓鱼溪流域部分水域被认为具有特殊价值，在塞雷诺社区利克支流上游有迁徙渔业发展。利克支流下游主要发展冷水渔业和迁徙渔业。 宾夕法尼亚州渔船委员会认为源头到塔尔马路溪段为甲类野生鳟鱼水域，全长4.3英里(6.9千米)。利克支流的一部分也被认为是甲类野生鳟鱼水域。在艾奥拉以北的溪段上有大量的披肩榛鸡。它们也分布在云杉支流上。小钓鱼溪在杰克逊镇的大部分地区都有明显的河岸缓冲带。

## 娱乐
在小钓鱼溪11.4英里(18.3千米)的范围内，可以在融雪期间或大雨过后的两天划独木舟。小溪的划船难度等级为1。爱德华·格特勒(Edward Gertler)描述小溪边的风景是“从好到差”。然而，格特勒也称其为“一条令人失望的钓鱼溪小支流”，并表示它“没有公平对待流经的美丽乡村”。

## 另请参阅
- 绿溪(钓鱼溪)
- 铁杉溪
- 宾夕法尼亚州的河流列表